# PeR
PeR (Please Explain the Rhythm) – łotewski zespół muzyczny grający muzykę pop w połączeniu z beatboxem założony w 2007 roku, reprezentanci Łotwy podczas 58. Konkursu Piosenki Eurowizji organizowanego w szwedzkim Malmö w 2013 roku. 

## Historia zespołu

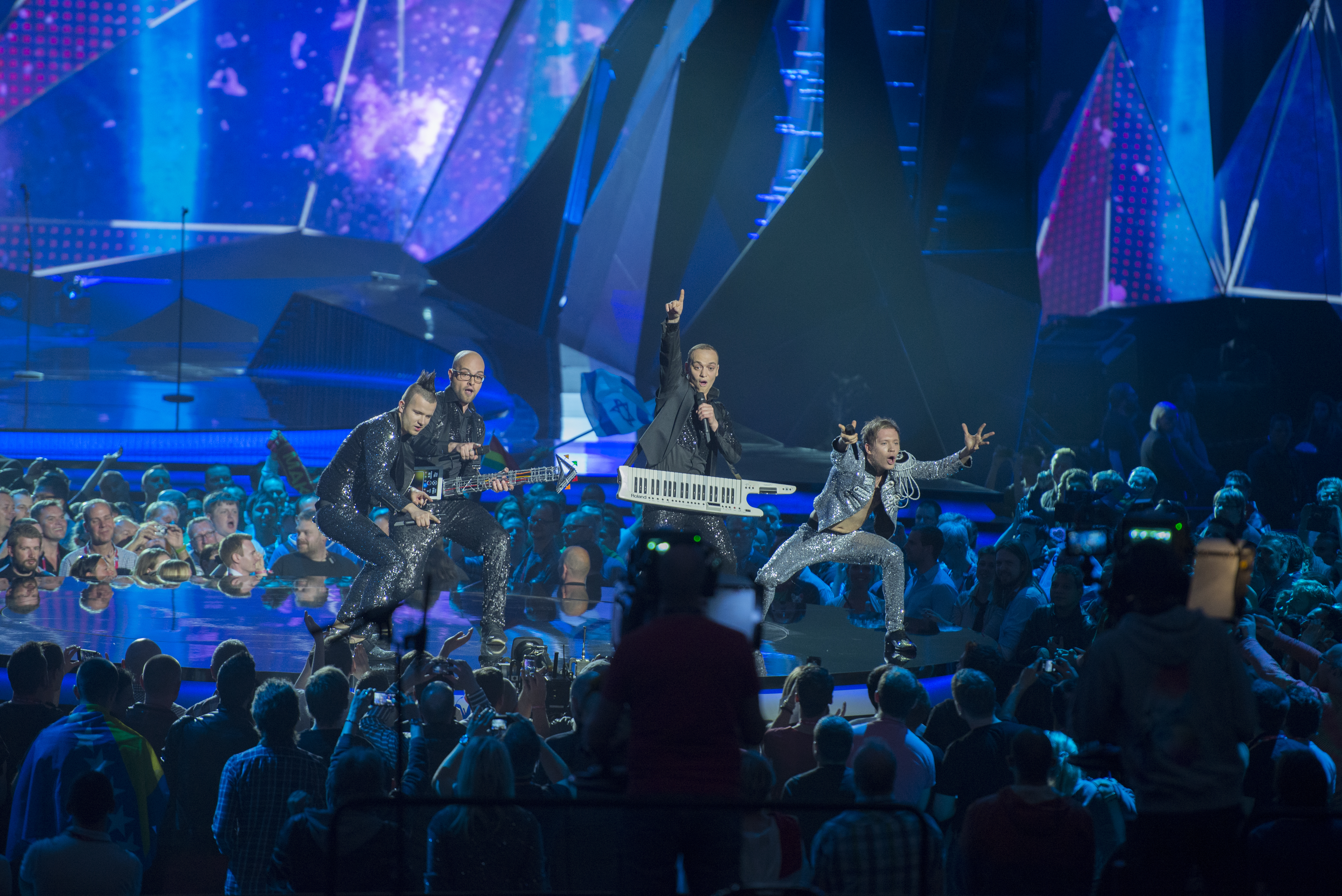
PeR podczas półfinału 58. Konkursu Piosenki Eurowizji w 2013 roku

### Początki
Zespół został założony w 2007 roku przez Ralfsa Eilandsa, Emīlsa Vegnersa i Pēterisa Upenieksa. Po raz pierwszy publicznie wystąpili podczas festiwalu muzyki łotewskiej Dziesma Manai Paaudzei organizowanego 21 lipca tego samego roku. Po koncercie wyjechali do Moskwy, gdzie uczestniczyli w talent-show Minuta Slavy. Po powrocie do kraju otrzymali zaproszenie do udziału w corocznym koncercie Bildes 2007. 
W 2008 roku z zespołu odszedł Emīls Vegners, który został zastąpiony przez Edmundsa Rasmanisa. Grupa zdobyła popularność dzięki pojawieniu się w pierwszej edycji konkursu Latvijas zelta talanti transomitowanego przez łotewską telewizję Latvijas Neatkarīgā Televīzija (LNT). Dotarli do finału programu. W 2009 roku wystąpili podczas koncertu dla łotewskiego Radio 2 – Muzikālā banka.

### 2009-2012: Eirodziesma, odejście Upenieksa,PeR
W 2009 roku zespół zgłosił się razem z Sabīne Bereziną do łotewskich preselekcji do 54. Konkursu Piosenki Eurowizji — Eirodziesma z utworem „Bye, Bye”. Wystąpili w półfinale i zakwalifikowali się do finału z szóstego miejsca, ostatecznie zakończyli udział na 9. miejscu. Rok później ponownie wystąpili w krajowych eliminacjach, tym razem z piosenką „Like a Mouse”, z którą zajęli ostatnie, dziesiąte miejsce w finale. W tym samym roku wystąpili podczas międzynarodowego festiwalu New Wave organizowanego w łotewskiej Jurmale oraz na Reiu Rock w Estonii.
W 2011 roku Pēteris Upenieks postanowił opuścić zespół, a pozostali członkowie (Ralfs Eilands i Edmunds Rasmanis) postanowili stworzyć duet. Wydany wówczas singel Go Get Up trafił na drugie miejsce duńskiej listy przebojów Chart Base Top 100, a teledysk do niego otrzymał w kraju tytuł Najlepszego teledysku muzyki alternatywnej. W tym samym plebiscycie duet zdobył również tytuł Najlepszego nowego artysty. Rok później zgłosili się do eurowizyjnych selekcji Eirodziesma 2012 z utworem „Disco Superfly”, z którym przeszli rundę półfinałową eliminacji i zajęli ostatecznie 5. miejsce w finale. Pod koniec roku wydali swój debiutancki album – PeR, który był nominowany na Łotwie w kategorii Album Roku.

### 2013: Konkurs Piosenki Eurowizji, Sopot Festival
Duet zgłosił się po raz kolejny do konkursu Dziesma 2013, na który wysłali dwa utwory: „Sad Trumpet” zaprezentowany w pierwszym półfinale oraz „Here We Go” — w drugim. Obie piosenki zakwalifikowały się do rundy finałowej, jednak tylko „Here We Go” autorstwa Eilandsa i Arturasa Burke'a awansowała do super finału, który ostatecznie wygrała, zostając reprezentantem Łotwy podczas 58. Konkursu Piosenki Eurowizji organizowanym w szwedzkim Malmö.
PeR wystąpili 16 maja jako pierwsi w drugim półfinale festiwalu, ale nie udało im się zakwalifikować do finału. Zajęli bowiem ostatnie, 17. miejsce z liczbą 13 punktów na koncie. Zespół zapisał się jednak w historii festiwalu, gdyż jako jedyny uczestnik konkursu nawiązał bezpośrednią relację z publicznością, dzięki czemu okrzyknięto ich tytułem Eurovision Stage Divers.
Ze względu na największą sprzedaż płyt w ubiegłym roku w swoim kraju, 23 sierpnia 2013 roku zespół PeR reprezentował Łotwę na Sopot Top of the Top Festival 2013 w koncercie Top of the Top podczas rywalizacji o nagrodę Bursztynowego Słowika. W trakcie swojej prezentacji festiwalowej grupa wykonała utwór „Here We Go”.

## Dyskografia

### Albumy
| Rok  | Dane dot. albumu                                                                 |
| ---- | -------------------------------------------------------------------------------- |
| 2012 | PeR - Data: 19 listopada 2012 - Wydawca: PeRmuzik - Format: CD, digital download |

### Single
| 2009                                                             | „Bye, Bye”          | —   |
| 2009                                                             | „Bums”              | PeR |
| 2010                                                             | „Like a Mouse”      | —   |
| 2010                                                             | „Līdzsvarā”         | PeR |
| 2011                                                             | „Go Get Up”         | PeR |
| 2011                                                             | „Mazajām Sirsniņām” | PeR |
| 2012                                                             | „Disco Superfly”    | PeR |
| 2013                                                             | „Sad Trumpet”       | PeR |
| 2013                                                             | „Here We Go”        | PeR |
| „—” oznacza, że singel nie znalazł się na żadnej płycie zespołu. |                     | PeR |